# میران، خیبر پختونخوا
میران (به انگلیسی: Miran) یک شورای اتحادیه در پاکستان است که در ناحیه دیره اسماعیل خان واقع شده‌است.